# Awater (gedicht)
Awater is een verhalend gedicht (1934) van de Haagse dichter Martinus Nijhoff, dat wordt gerekend tot de klassieken der Nederlandse letterkunde. De eerste uitgave van Awater verscheen in 1934 als slotgedicht van Nijhoffs bundel Nieuwe gedichten bij Em. Querido's Uitgeverij in Amsterdam. Het is daarna vele malen herdrukt, ook als aparte uitgave. Het gedicht werd in het Engels vertaald door James S. Holmes in Delta, A Review of Arts Life and Thought in the Netherlands, volume IV, No. 2, Summer 1961; en apart herdrukt, Amsterdam 1962. Sinds 2011 wordt het elk jaar vertaald in twee talen, aanvankelijk in het kader van het Utrechtse festival City2Cities, overgenomen door het International Literature Festival Utrecht (ILFU).
In ruim 270 regels wordt de zoektocht beschreven van iemand die na het overlijden van zijn broer op zoek is naar een reisgenoot en die denkt te vinden in de naamloze man die op zijn werk Awater wordt genoemd. Het motto van het gedicht is: "ik zoek een reisgenoot".
Er bestaan vele interpretaties van het gedicht, maar men is het er wel over eens dat het een gevoel van stadse benauwenis én een verlangen naar verre, exotische streken uitdrukt.
Het gedicht bevat ook het adagium: "Lees maar, er staat niet wat er staat". Dit is jarenlang begrepen als een aanwijzing van de dichter dat poëzie anders moet worden gelezen dan dat wat er staat — dus meer is dan het "tussen de regels door lezen". De jongste opvatting is dat Nijhoff een woordgrap uit zijn jeugd citeerde: waterstaat = wat er staat.  De regel zou  in 2025 gebruikt worden als gevelscherm bij de universiteitsbibliotheek van de Universiteit van Amsterdam.

## Over Awater
- N.A. Donkersloot, Awater, stromend en spiegelend. In: De Gids, jg. 116 (1953)
- Kees Fens: Awater, leven en leer. In: Merlyn, jg. 4 (1966)
- R.A. Cornets de Groot: awater op dood spoor. In: Maatstaf, jg. 15 (1967-1968)
- Dirk Kroon (red.), Nooit zag ik Awater zo van nabij: teksten omtrent Awater van Martinus Nijhoff. 1981.
- A.L. Sötemann, "Awater" na vijftig jaar. In: De Nieuwe Taalgids, jg. 78 (1985)
- J.J.M. Bakker, Op de bodem van Awater. In: De Gids, jg. 154 (1991) - als reactie op de beschouwingen in Dirk Kroon (red.), 1981
- Niels Bokhove, Awaters spoor. Literaire omzwervingen door het Utrecht van Martinus Nijhoff. 2010. - Over Nijhoffs relatie met Josine van Dam van Isselt, ontstaan van 'Awater' en de Utrechtse locaties in het gedicht.
- M. Nijhoff, Awater. Ed. by Th. Möhlmann. With an essay by Wiljan van den Akker. Transl. by David Colmer, James W. Holmes and Daan van der Vat. 2010.
- M. Nihoff, Awater. Trad. di Monica Puleo. A cura di Herman van der Heide. 2016.
- De dikke Awater. Awater vertaald in 22 talen / translated into 22 languages. Bijl.: Awater (Nederlands). Voorw./Preface Thomas Möhlmann. 2021. - Bevat de vertalingen in het Arabisch, Catalaans, Chinees, Tsjechisch, Engels, Fins, Frans, Duits, Grieks, Hongaars, Italiaans, Japans, Noors, Pools, Portugees, Russisch, Slowaaks, Spaans, Zweeds, Tamazight, Turks en Oekraïens. In 2022 volgden bij het International Literature Festival Utrecht (ILFU) vertalingen in het Roemeens en Farsi, in 2023 in het Sloveens en Afrikaans, in 2024 in het Koreaans en in 2025 in het Deens.[2]

In december 2011 verscheen in het literair-historische tijdschrift De Parelduiker een artikel over de driehoeksverhouding van Nijhoff met de dichters Victor van Vriesland en Johan Andreas Dèr Mouw. Hierin ontvouwde literatuurwetenschapper Lennard van Rij de theorie dat Dèr Mouw (pseudoniem "Adwaita") een belangrijke inspiratiebron is geweest voor Nijhoff bij het schrijven van Awater. Dèr Mouw en Nijhoff kenden elkaar uit de tijd dat Van Vriesland, een klasgenoot van Nijhoff, bij Dèr Mouw in huis woonde.